# Marco Gantschnig
Marco Sebastian Gantschnig (* 8. Oktober 1997) ist ein österreichischer Fußballspieler.

## Karriere
Gantschnig begann seine Karriere bei der SG Steinfeld. 2007 wechselte er zum SV Möllbrücke. 2011 kam er in die Akademie des SK Sturm Graz. Im April 2014 debütierte er für die Amateure der Grazer in der Regionalliga, als er am 21. Spieltag der Saison 2013/14 gegen den SAK Klagenfurt in der 80. Minute für Florin Schmidt eingewechselt wurde.
In der Saison 2014/15 wurde Gantschnig in 24 Regionalligaspielen eingesetzt. Im September 2015 erzielte er bei einem 1:1-Remis gegen die Amateure des Wolfsberger AC seinen ersten Treffer für Sturm II.
Nach über 100 Spielen für die Amateure von Sturm Graz wechselte er zur Saison 2018/19 zum Zweitligisten Kapfenberger SV. Sein Debüt in der 2. Liga gab er im Juli 2018, als er am ersten Spieltag jener Saison gegen die Zweitmannschaft des FK Austria Wien in der Startelf stand. Nach der Saison 2018/19 verließ er Kapfenberg und wechselte zum Ligakonkurrenten Grazer AK, bei dem er einen bis Juni 2022 laufenden Vertrag erhielt. Für den GAK kam er insgesamt zu 119 Zweitligaeinsätzen, ehe er mit den Grazern 2024 in die Bundesliga aufstieg. Im Oberhaus absolvierte er in der Saison 2024/25 15 Partien.
Im Juli 2025 wechselte Gantschnig leihweise zu Zweitligist SK Austria Klagenfurt.